# Richard Ellrodt
Richard Friedrich Ellrodt (* 2. August 1883 in Leipzig; † 11. Januar 1933 ebenda) war ein deutscher Politiker der Unabhängigen Sozialdemokratischen Partei Deutschlands (USPD) und der Kommunistischen Partei Deutschlands (KPD). Er war von 1920 bis 1926 Abgeordneter im Sächsischen Landtag.

## Leben
Ellrodt, Sohn eines Schuhmachers, wurde 1903 Mitglied der Sozialdemokratischen Partei Deutschlands (SPD). 1917 wechselte er zur USPD und wurde zum Mitglied in deren Bezirksleitung Leipzig gewählt. Auf dem Vereinigungsparteitag von USPD und KPD im Dezember 1920 vertrat Ellrodt die Leipziger USPD. Schon im November 1920 war er, noch für die USPD, in den Sächsischen Landtag gewählt worden. Im Dezember 1920 schloss er sich der KPD-Fraktion an. 1922 wurde er wiedergewählt.
1922/23 arbeitete Ellrodt hauptberuflich für die KPD-Zeitung Roter Kurier in Leipzig und war von 1926 bis 1930 Redakteur der Sächsischen Arbeiterzeitung, die aus dem Roten Kurier hervorgegangen war. 1926 wurde Ellrodt nicht wieder in den Landtag gewählt, errang aber ein kommunales Mandat als Stadtverordneter in Leipzig, welches er bis 1929 ausübte. Anfang 1930 gab Ellrodt aus gesundheitlichen Gründen seine politische Arbeit auf. Er verstarb 1933 an den Folgen schweren Asthmas. 
Sein Sohn Gerhard Ellrodt beteiligte sich am kommunistischen Widerstand gegen den Nationalsozialismus und war Funktionär der Sozialistischen Einheitspartei Deutschlands (SED).